# Cyphon ainu
Cyphon ainu es una especie de coleóptero de la familia Scirtidae.

## Distribución geográfica
Habita en Japón.